# Fernando Schwalb López Aldana
Fernando Leopoldo Enrique Schwalb López Aldana (* 26. August 1916 in Lima; † 22. Juli 2002 ebenda) war ein peruanischer Politiker, der unter anderem zwischen 1964 und 1965 Premierminister von Peru, von 1980 bis 1985 Erster Vizepräsident sowie zwischen 1982 und 1984 zugleich wieder Premierminister war.

## Leben

### Rechtsanwalt, Senator und erste Amtszeit als Premierminister
Fernando Leopoldo Enrique Schwalb López Aldana, Sohn von Joaquín Schwalb Ramos und María López-Aldana Hugues, besuchte zwischen 1923 und 1932 das Colegio Sagrados Corazones Recoleta und begann daraufhin ein Studium der Rechtswissenschaften an der Päpstlichen Katholischen Universität von Peru (Pontificia Universidad Católica del Perú). Nach dem dortigen Erwerb eines Bachelor (Bachiller) setzte er sein Studium an der Universidad Nacional Mayor de San Marcos (UNMSM) fort und nahm nach dessen Abschluss 1940 eine Tätigkeit als Rechtsanwalt auf. 1943 trat er in den diplomatischen Dienst ein und war in der Folgezeit an den Auslandsvertretungen in den USA und bei den Vereinten Nationen tätig, ehe er nach dem Putsch von General Manuel Arturo Odría Amoretti am 29. Oktober 1948 aus dem Dienst des Außenministeriums ausschied. Im Anschluss war er wiederum als Rechtsanwalt tätig.  Er engagierte sich zudem im Club Nacional, deren Mitglieder aus den vornehmsten und wohlhabendsten Familien des Landes stammen, und trat der am 7. Juli 1956 von Fernando Belaúnde Terry gegründeten Volksaktion AP (Acción Popular) bei.

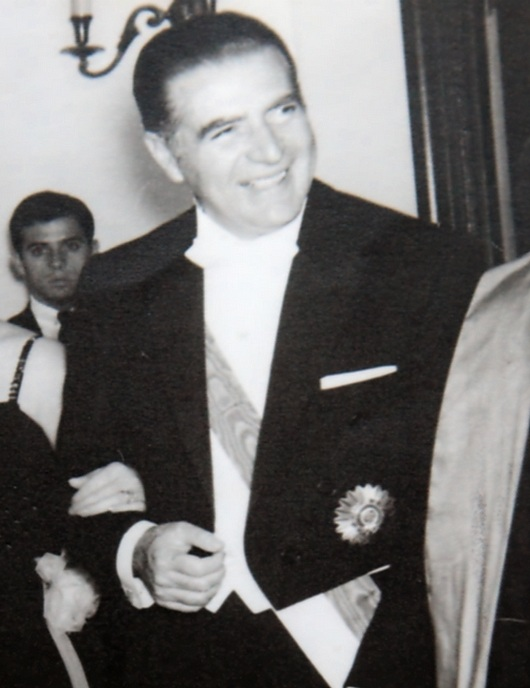
Unter Staatspräsident Fernando Belaúnde Terry war Schwalb von 1964 bis 1965 und zwischen 1982 und 1984 Premierminister sowie außerdem von 1980 bis 1985 Erster Vizepräsident.

Am 27. Juli 1963 wurde Schwalb Mitglied des Senats (Senador de la República) und vertrat in diesem bis zum 26. Juli 1968 die Interessen von Lima. Nach dem Amtsantritt von Staatspräsident Fernando Belaúnde Terry übernahm er am 28. Juli 1963 im Kabinett von Premierminister Julio Óscar Trelles den Posten als Außenminister (Ministro de Relaciones Exteriores) und bekleidete diesen bis zum 15. September 1965, woraufhin Jorge Vásquez Salas ihn ablöste. Am 31. Dezember 1963 wurde er von Staatspräsident Belaúnde Terry zudem als Nachfolger von Trelles zum Premierminister (Presidente del Consejo de Ministros) berufen. Er bekleidete dieses Amt bis zum 15. September 1965, woraufhin Daniel Becerra de la Flor seine Nachfolge antrat. Nach dem Einmarsch von US-Truppen in die Dominikanische Republik erklärte er, dass von Seiten der peruanischen Regierung es „wirklich bedauert wurde, dass es in diesem Fall die Souveränität einer unabhängigen Nation beschädigt hat“ und jeden Eingriff in die Souveränität des Staates verurteilte ‚(was truly lamented that in this case it has damaged the sovereignty of an independent nation‘ and condemned all interference against the sovereignty of the state.). Für seine Verdienste wurde ihm 1964 das Großkreuz des Orden El Sol del Perú verliehen.

### Präsident derBanco Central de Reserva del Peru, Erster Vizepräsident und zweite Amtszeit als Premierminister
Nach seinem Ausscheiden aus der Regierung löste Fernando Schwalb am 25. Februar 1966 Alfredo C. Ferreyros Gafron als Präsident des Direktoriums der Zentralbank BCRP (Banco Central de Reserva del Peru) ab und behielt diesen Posten bis zu seiner Ablösung durch José Morales Urresti.
Nachdem er sich während der von 1968 bis 1980 dauernden zwölfjährigen Militärdiktatur unter General Juan Velasco Alvarado (1968 bis 1975) und General Francisco Morales Bermúdez (1975 bis 1980) aus dem politischen Leben zurückgezogen hatte, wurde Schwalb nach der Wiederherstellung der Demokratie mit der erneuten Wahl von Fernando Belaúnde Terry zum Staatspräsidenten am 28. Juli 1980 Erster Vizepräsident (1.° Vicepresidente de la República del Perú) und bekleidete dieses Amt bis zum Ende der Amtszeit von Belaúnde Terry am 28. Juli 1985. Zugleich war er als Nachfolger von Alfonso Arias Schreiber von 1980 bis zu seiner Ablösung durch Luis Marchand 1982 Botschafter in den USA.
Staatspräsident Belaúnde Terry berief Fernando Schwalb am 9. Dezember 1982 zum Nachfolger von Manuel Ulloa Elías noch einmal zum Premierminister. Er behielt diesen Posten nunmehr bis zum 10. April 1984, woraufhin Sandro Mariátegui Chiappe seine Nachfolge antrat. In seinem zweiten Kabinett übernahm er zudem zwischen dem 3. Januar 1983 und dem 10. April 1984 zudem wieder das Amt des Außenministers und nahm an zahlreichen Konferenzen und Regierungstreffen mit US-Vertretern teil.